# Sindanglaya (Cimenyan)
Sindanglaya is een bestuurslaag in het regentschap Bandung van de provincie West-Java, Indonesië. Sindanglaya telt 5720 inwoners (volkstelling 2010).